# Stenamma petiolatum
Stenamma petiolatum is een mierensoort uit de onderfamilie van de Myrmicinae. De wetenschappelijke naam van de soort is voor het eerst geldig gepubliceerd in 1897 door Emery.